# کنراد باین
کنراد استافورد باین (به انگلیسی: Conrad Stafford Bain) (زاده ۴ فوریه ۱۹۲۳ – درگذشته ۱۴ ژانویه ۲۰۱۳) بازیگر آمریکایی کانادایی تبار بود

## فیلم‌شناسی
به خاطر بازی در مجموعهٔ تلویزیونی فلیپ دروموند در ضربه‌های متفاوت و دکتر آرتور هارمون در مائود بود.
- ستاره!
- فریب کوگان
- تابستان گذشته
- عاشقان و دیگر غریبه‌ها
- هیچ‌گاه برای پدرم آواز نخواندم
- یک برگ نو
- موزها
- نوارهای اندرسون
- مردان بحران: سرگذشت هاروی والینجر
- کارت‌پستال‌هایی از لبه پرتگاه
- سایه‌های تاریک (سریال)
- ماجراهای اسب سیاه (سریال)
- بالا سندباکس